# Bernhard Ordemann
Otto Bernhard Carl Ordemann (* 13. September 1887 in Lehe; † 3. November 1959 in Bonn) war ein deutscher Verwaltungsjurist. Er war Präsident des Gauarbeitsamtes Oberschlesien.

## Leben und Wirken
Er war der Sohn des Ingenieurs Heinrich Ordemann. Nach dem Schulbesuch des Gymnasiums in Bremerhaven absolvierte er eine Banklehre. Später studierte Ordemann Jura und promovierte 1912 zum Dr. jur. 1920 wurde er Präsident des Landesarbeitsamtes Westfalen/Lippe. Zum 1. Mai 1933 trat er der NSDAP bei, 1935 wurde er Präsident des Gauarbeitsamtes Schlesien in Breslau und nach der Teilung des Wirtschaftsgebietes Schlesien Präsident des Gauarbeitsamtes Oberschlesien. Sein letzter Dienstsitz war Kattowitz.

## Schriften (Auswahl)
- Das Bankdepositengeschäft zur Verwahrung mit Ausschluss des Tresordepots. 1912.
- (mit Franz Josef Gieselmann): Untersuchungen über Wirtschaft, Verkehr und Arbeitsmarkt. 1932.